# Bahnhof Tiszafüred

Der Bahnhof Tiszafüred ist der Bahnhof der Stadt Tiszafüred im Komitat Jász-Nagykun-Szolnok in Ungarn.

## Lage
Der Bahnhof befindet sich im Norden der Stadt, unweit der Theiß („Tisza“) und ihrer Altgewässer. In unmittelbarer Nähe des Bahnhofes schließt sich der städtische Busbahnhof an. Zwischen dem Bahnhofsvorplatz und den Bahnsteigen wurde im Herbst 1984 die im Jahr 1938 von MÁVAG gebaute Tenderlokomotive 275,120 als Denkmallok aufgestellt; im Jahr 2015 wurde sie aus Spendengeldern restauriert.

## Anlagen

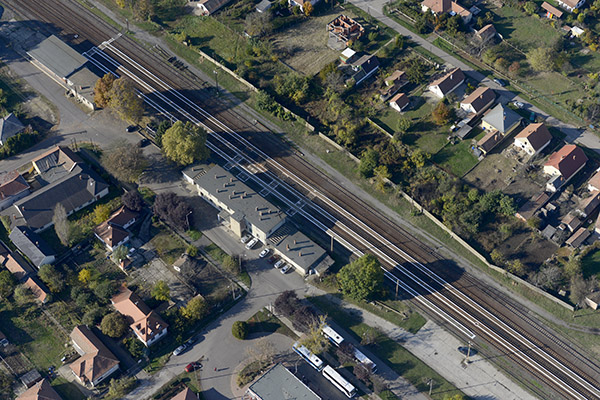
Luftaufnahme der Bahnsteiganlagen (2016)

Der Bahnhof besitzt an beiden Bahnhofsköpfen je ein Wärterstellwerk sowie eine Befehlsstelle im Empfangsgebäude. Es gibt drei Hauptgleise sowie zwei Nebengleise. Ein viertes Hauptgleis wurde zum Stumpfgleis zurückgebaut. Der Bahnhof besitzt keine Ausfahrsignale; die Einfahrsignale aus Richtung Debrecen und Füzesabony sind Formsignale, aus Richtung Karcag ein Lichtsignal.

## Strecken
Die 1890 bis 1891 erbaute Bahnstrecke Debrecen–Füzesabony verläuft von Osten nach Westen durch den Bahnhof, die 1896 eröffnete Bahnstrecke Karcag–Tiszafüred mündet von Südwesten kommend ein. An dieser befindet sich zudem etwa zwei Streckenkilometer entfernt der Haltepunkt Tiszafüred-Gyártelep.

## Zugverkehr
Die in Tiszafüred zusammentreffenden Bahnstrecken sind im Kursbuch als Strecken 103 Karcag–Tiszafüred und 108 Debrecen–Füzesabony aufgeführt. Auf der Kursbuchstrecke 103 kommen tschechoslowakische Dieseltriebwagen der Reihe 117, auf der Kursbuchstrecke 108 in der Regel aus zwei Reisezugwagen und einer Diesellokomotive der Reihe 418 bestehende Züge oder ebenfalls ein 117 zum Einsatz.
Im Jahr 2021 verkehrten in Richtung Karcag täglich zwei bis drei Zugpaare sowie zwischen Debrecen und Füzesabony acht Zugpaare. Fünf weitere Zugpaare verkehren in den Tagesrandlagen lediglich auf Teilstrecken dieser Relation und enden teilweise aus Richtung Balmazújváros kommend bereits in Tiszafüred.
Seit dem 1. Mai 2021 wird von den Magyar Államvasutak das Direktzugpaar Ex 15502/15503 Tisza-tó angeboten, welches im Sommer täglich, im Winter an Wochenenden zwischen Budapest-Keleti und Tiszafüred verkehrt. Der Zug führt zudem Fahrradwagen mit; in Füzesabony findet ein Lokomotivwechsel statt.
Am 1. August 2023 wurde der Personenverkehr zwischen Tiszafüred und Karcag gemeinsam mit neun weiteren Nebenbahnen zur Stabilisierung der Fahrzeugsituation vorübergehend eingestellt und auf einen Busersatzverkehr verlagert.